# 1 يونيو
- السبت
- الأحد
- الاثنين
- الثلاثاء
- الأربعاء
- الخميس
- الجمعة

- 314 ذو الحجة 1446  هـ
- 15 ذو الحجة 1446  هـ
- 26 ذو الحجة 1446  هـ
- 37 ذو الحجة 1446  هـ
- 48 ذو الحجة 1446  هـ
- 59 ذو الحجة 1446  هـ
- 610 ذو الحجة 1446  هـ
- 711 ذو الحجة 1446  هـ
- 812 ذو الحجة 1446  هـ
- 913 ذو الحجة 1446  هـ
- 1014 ذو الحجة 1446  هـ
- 1115 ذو الحجة 1446  هـ
- 1216 ذو الحجة 1446  هـ
- 1317 ذو الحجة 1446  هـ
- 1418 ذو الحجة 1446  هـ
- 1519 ذو الحجة 1446  هـ
- 1620 ذو الحجة 1446  هـ
- 1721 ذو الحجة 1446  هـ
- 1822 ذو الحجة 1446  هـ
- 1923 ذو الحجة 1446  هـ
- 2024 ذو الحجة 1446  هـ
- 2125 ذو الحجة 1446  هـ
- 2226 ذو الحجة 1446  هـ
- 2327 ذو الحجة 1446  هـ
- 2428 ذو الحجة 1446  هـ
- 2529 ذو الحجة 1446  هـ
- 261 محرم 1447  هـ
- 272 محرم 1447  هـ
- 283 محرم 1447  هـ
- 294 محرم 1447  هـ
- 305 محرم 1447  هـ
- 16 محرم 1447  هـ
- 27 محرم 1447  هـ
- 38 محرم 1447  هـ
- 49 محرم 1447  هـ

1 يونيو أو 1 حُزيران أو 1 يونيه أو يوم 1 \ 6 (اليوم الأول من الشهر السادس) هو اليوم الثاني والخمسون بعد المئة (152) من السنوات البسيطة، أو اليوم الثالث والخمسون بعد المئة (153) من السنوات الكبيسة وفقًا للتقويم الميلادي الغربي (الغريغوري). يبقى بعده 213 يوما لانتهاء السنة.

## أحداث
- 636 - المسلمون بقيادة أبو عبيدة بن الجراح يفتحون مدينة حمص بعد أن حاصروها حصارًا شديدًا فاضطرت المدينة إلى طلب الصلح فكتب المسلمون لأهلها كتابًا بالأمان على أنفسهم وأموالهم.
- 987 - انتخاب أوغو كابيه ملكًا على فرنسا.
- 1671 - العثمانيون يعلنون الحرب على بولندا.
- 1812 - الرئيس الأمريكي جيمس ماديسون يطلب من الكونغرس إعلان الحرب على المملكة المتحدة وذلك في ما عرف باسم حرب 1812.
- 1920 - أدولفو دي لا ويرتا يتولى رئاسة المكسيك لفترة انتقالية.
- 1921 - مذبحة تولسا العرقية عندما هاجم حشود من السكان البيض السكان السود والشركات المملوكة لهم في منطقة غرينوود في تولسا، أوكلاهوما، بالولايات المتحدة الأمريكية إذ قُتل فيها مئات من الاميركيين السود.
- 1938 - الإصدار الأول للمجلة المصورة «سوبرمان».
- 1945 - رئيس الحكومة الفرنسية شارل ديغول يعلن أنه أمر القوات الفرنسية في سوريا بوقف إطلاق النار استجابة للمطالب البريطانية بهدف إتاحة الفرصة للمشاورات بين فرنسا وبريطانيا والولايات المتحدة والدول العربية حول الوضع في الشرق الأدنى.
- 1949 - جلاء الإيطاليين عن ليبيا والملك محمد إدريس السنوسي يعلن استقلال «دولة برقة».
- 1955 - استقلال تونس.
- 1958 - كندا تبدأ بثًا تلفزيونيًا يغطي جميع الأراضي الكندية.
- 1959 - صدور الدستور التونسي.
- 1973 - رئيس الوزراء اليوناني جيورجيوس بابادوبولوس يلغي الملكية، وتم إقرار هذا الإلغاء في استفتاء عام 1974.
- 1980 - المحطة الإخبارية العالمية سي إن إن تبدأ عملها.
- 1987 - اغتيال رئيس وزراء لبنان رشيد كرامي بتفجير مروحيته.
- 2001 - مصرع الملك النيبالي بيرندرا وزوجته وأبنائه وإخوانه وأخواته الذين كانوا على سلم العرش بعد أن أطلق ابنه ولي العهد الأمير ديبندار بيكرام النار عليهم، وأخيه جيانندرا يتولى الحكم.
- 2004 - غازي الياور يتولى رئاسة العراق لفترة انتقالية ليكون الرئيس الأول للعراق بعد سقوط حكومة صدام حسين عام 2003 بعد الغزو الأمريكي.
- 2009 -
  - طائرة الخطوط الجوية الفرنسية الرحلة 447 تتحطم فوق المحيط الأطلسي وذلك بعد تعرضها لاضطرابات جوية شديدة خلال رحلتها من ريو دي جانيرو إلى باريس.
  - شركة صناعة السيارات الأمريكية جنرال موتورز تعلن إفلاسها رسميًا وذلك بعد تقدمها بطلب لحمايتها من الدائنين بحسب الفصل 11 من القانون الأمريكي.
- 2010 - إجراء انتخابات التجديد النصفي لمجلس الشورى المصري.
- 2016 - افتتاح نفق قاعدة غوتارد في جبال الألب السويسرية، ليصبح أطول وأعمق نفق سكة حديدية في العالم.
- 2017 - الرئيس الأمريكي دونالد ترامب يعلن انسحاب الولايات المتحدة من اتفاق باريس للمناخ الذي وقعت عليه أواخر 2016.
- 2018 - بيدرو سانشيز يتولى رئاسة الحكومة الإسبانية بعد اختيار البرلمان له خلفًا لماريانو راخوي.
- 2019 - نادي ليفربول الإنجليزي يحقق لقب دوري أبطال أوروبا 2019 بعد فوزه في النهائي على توتنهام بنتيجة 0/2.
- 2022 -
  - تغيير كتابة اسم «تركيا» بالإنجليزية ونُطقه في المنظمات الدولية، ليُصبح «Turkiye» وليس «Turkey»، ليُطابق نُطقه باللغة التركية والعربية، لمنع التشابه مع كلمات لها معان أخرى.
  - الناخبون الدنماركيون يؤيدون في استفتاء شعبي المشاركة في السياسة الأمنية والدفاعية المشتركة للاتحاد الأوروبي.
- 2025 - جهاز الأمن الأوكراني يستهدف عددًا من القواعد الجوية الروسية بطائرات مسيرة، في عمليةٍ سُميت «عملية شبكة العنكبوت»، محدثة أضرارًا بالغة بالقاذفات الاستراتيجية الروسية.

## مواليد
- 1637 - جاك ماركيت، مستكشف فرنسي.
- 1796 - سادي كارنو، عالم فيزياء فرنسي.
- 1846 - يوجين جريبو، عالم مصريات فرنسي.
- 1885 - حسين القديحي، فقيه ومحدث وشاعر وكاتب سعودي.
- 1897 - يانغ تشونغ جيان، إحاثي صيني.
- 1917 - ويليام نولز، عالم كيمياء أمريكي حاصل على جائزة نوبل في الكيمياء عام 2001.
- 1925 - إيتالو دي زان راكب دراجات إيطالي
- 1926 -
  - مارلين مونرو، ممثلة أمريكية.
  - أندي جريفيث، ممثل أمريكي.
- 1929 - جيمس بيلينغتون، أستاذ أكاديمي أمريكي.
- 1930 - محمد المنيع، ممثل كويتي.
- 1932 - نجيب سرور، شاعر مصري.
- 1933 - تشارلز ويلسون، سياسي أمريكي.
- 1937 -
  - مورغان فريمان، ممثل أمريكي.
  - طروب، مغنية لبنانية.
- 1945 - شمعون أوحيون، سياسي إسرائيلي.
- 1946 - براين كوكس، ممثل اسكتلندي.
- 1953 - شى جين بينغ، أمين عام الحزب الشيوعي الصيني.
- 1954 - سعاد جواد، ممثلة إماراتية من أصل عراقي.
- 1957 - ياماشتا ياسوهيرو، لاعب جودو ياباني.
- 1958 - عزة لبيب، ممثلة مصرية.
- 1960 - بشير غنيم، ممثل سعودي.
- 1961 - ناصر الصالح، ملحن سعودي.
- 1969 - آني كاريرا، ممثلة ومغنية إندونيسي.
- 1971 - جلعاد تسوكرمن، عالم لسانيات ولغات.
- 1973 - آدم غارسيا، ممثل أسترالي.
- 1974 - جوانا ملاح، مغنية لبنانية.
- 1976 - زيد المولد، لاعب كرة قدم سعودي.
- 1977 - سارة وين كوليز، ممثلة أمريكية.
- 1983 -
  - يارا، مغنية لبنانية.
  - عبد الله مكسور، روائي وصحفي سوري.
- 1985 - ماريو هيبوليتو، لاعب كرة قدم أنغولي.
- 1987 - زولتان هارساني، لاعب كرة قدم سلوفاكي.
- 1993 - هشام جمال، فنان مصري.
- 1996 - توم هولاند، ممثل بريطاني

## وفيات
- 1868 - جيمس بيوكانان، رئيس الولايات المتحدة الخامس عشر.
- 1925 - سليمان البستاني، أديب لبناني.
- 1946 - يون أنتونيسكو، رئيس وزراء رومانيا.
- 1949 - خليل مطران، شاعر لبناني.
- 1968 - هيلين كيلر، أديبة أمريكية.
- 1979 - فرنر فورسمان، طبيب ألماني حاصل على جائزة نوبل في الطب عام 1956.
- 1987 - رشيد كرامي، رئيس وزراء لبنان.
- 2008 -
  - محمد رضا الحسيني الشيرازي، مرجع ديني شيعي.
  - إيف سان لوران، مصمم أزياء فرنسي.
- 2010 - عبد الله بن عبد الرحمن الغديان، عضو هيئة كبار العلماء السعودية.
- 2014 - الشيخ منير الغضبان المراقب العام السابق لجماعة الاخوان المسلمين السورية.
- 2018 - رزان النجار، ممرضة فلسطينية.
- 2021 -
  - نزار عابدين، إعلامي وأديب وكاتب وباحث سوري.
  - خالد الجامعي، صحافي وكاتب ومحلل سياسي مغربي.
  - هشام جعيط، مؤرخ ومفكر تونسي.
- 2022 - تيسير نايفة، عالم فلسطيني.

## أعياد ومناسبات
- عيد الطفولة في كوريا الشمالية.
- اليوم الوطني لتقنية المعلومات في ليبيا.

## وصلات خارجية
- النيويورك تايمز: حدث في مثل هذا اليوم.
- BBC: حدث في مثل هذا اليوم.